# Pepsijoppa gryps
Pepsijoppa gryps är en stekelart som först beskrevs av Morley 1919.  Pepsijoppa gryps ingår i släktet Pepsijoppa och familjen brokparasitsteklar. Inga underarter finns listade i Catalogue of Life.